# Hontoria de Cerrato
Hontoria de Cerrato település Spanyolországban, Palencia tartományban. Hontoria de Cerrato Soto de Cerrato, Valle de Cerrato, Cevico de la Torre, Tariego de Cerrato és Venta de Baños községekkel határos. Lakosainak száma 106 fő (2024).

## Népesség
A település népessége az elmúlt években az alábbi módon változott:
| Lakosok száma | 121  | 111  | 105  | 105  | 110  | 109  | 102  | 105  | 102  | 106  |
|               | 2001 | 2004 | 2007 | 2009 | 2012 | 2014 | 2017 | 2019 | 2022 | 2024 |